# Anomiopus octodentatus
Anomiopus octodentatus är en skalbaggsart som beskrevs av Canhedo 2006. Anomiopus octodentatus ingår i släktet Anomiopus och familjen bladhorningar. Inga underarter finns listade i Catalogue of Life.